# Ulga paszportowa
Ulgową opłatę paszportową w wysokości 50% stawki pobiera się m.in. od:
- emerytów, rencistów, osób niepełnosprawnych bez względu na rodzaj schorzenia, a także współmałżonków tych osób pozostających na ich wyłącznym utrzymaniu,
- osób przebywających w domach pomocy społecznej lub w zakładach opiekuńczych albo korzystających z pomocy społecznej w formie zasiłków stałych.

Podstawa prawna: Dz.U. z 2006 r. nr 153, poz. 1091.